# 碧环桥
29°50′41.7″N 121°41′37.2″E / 29.844917°N 121.693667°E
碧环桥是中国浙江省宁波市一座古桥，位于鄞州区五乡镇仁久村。桥梁建于明嘉靖十二年（1533年），为单孔拱桥。桥梁长11米，宽4米，栏板刻荷叶，柱头刻莲花。2005年公布为鄞州区文物保护单位，2023年6月公布为浙江省文物保护单位。